# Caró de Nàucratis
Caró de Nàucratis (en grec antic: Χάρων, llatí: Charon) fou un historiador de l'antiga Grècia conegut exclusivament per una entrada al lèxic medieval de la Suda.
Aquesta obra indica que Caró va escriure sobre els sacerdots d'Alexandria i la resta d'Egipte, sobre els reis de cada nació, i sobre Nàucratis i altres temes relacionats amb Egipte. Probablement es tractava de llistes de sacerdots i reis, que tal vegada feien part de l'obra o les obres historiogràfiques sobre Nàucratis i Egipte.
Els escolis a Apol·loni de Rodes esmenten un personatge anomenat Caró que era amic d'Apol·loni i que va escriure un comentari històric sobre Les Argonàutiques d'aquest mateix autor; hi ha autors que l'identifiquen amb Caró de Nàucratis, però d'altres l'identifiquen amb Caró de Cartago i altres consideren que podria ser un tercer personatge desconegut.